# Juncus gerardii
Espèce
Classification APG III (2009)
Juncus gerardii, le jonc de Gérard ou jonc des prés salés, est une plante herbacée vivace de la famille des Juncaceae.

## Caractéristiques
Le jonc de Gérard est une plante vivace et herbacée mesurant entre 20 et 90 cm de haut. Poussant sur de longs rhizomes rampants, la plante développe une petite touffe de feuilles basilaires à bases engainantes. Le limbe est long et aplati et la marge est entière. Les feuilles caulinaires sont semblables aux feuilles basilaires,.
La floraison a lieu de mai à juillet. L'inflorescence produit de 10 à 30 fleurs, mais cela peut monter à 80 fleurs.

## Synonymes
- Juncus bulbosus L. var. gerardii (Loiseleur-Deslongchamps) A. Gray
- Juncus fucensis H. St. John
- Juncus gerardi Loisel.
- Juncus gerardii var. gerardii Loisel.
- Juncus gerardii var. pedicellatus Fernald

## Écologie
La plante forme de grandes colonies dans les prairies estuariennes et les marais salés, juste au-dessus de la ligne de marée haute.
L'espèce est présente au Groenland, en Colombie-Britannique, au Manitoba, en Ontario, au Québec, au Nouveau-Brunswick, Terre-Neuve et Labrador, en Nouvelle-Écosse et Île du Prince-Édouard. Il est aussi présent dans 27 états américains, en Europe et en Asie.